# Myotis sodalis
Myotis sodalis је врста слепог миша из породице вечерњака (лат. Vespertilionidae).

## Распрострањење
Сједињене Америчке Државе су једино познато природно станиште врсте.

## Станиште
Врста Myotis sodalis има станиште на копну.

## Угроженост
Ова врста се сматра угроженом.

### Популациони тренд
Популација ове врсте се смањује, судећи по расположивим подацима.